# Егоров, Николай Касьянович
Николай Касьянович Егоров (1920—1985) — советский военачальник, участник Великой Отечественной войны, начальник Высшего военно-морского инженерного училища имени Ф. Э. Дзержинского, вице-адмирал.

## Биография
Родился 14 ноября 1920 года в деревне Дедково Кингисеппского района Ленинградской области. С 24 июля 1938 года в рядах Военно-морского флота, место призыва — Высшее Военно-Морское училище им. Фрунзе.
В 1941 году окончил Каспийское высшее военно-морское училище имени С. М. Кирова (первый выпуск). Участник Великой Отечественной войны. С ноября 1941 года в должности командира отдельного взвода автоматчиков участвовал в боях в составе 74-й отдельной морской стрелковой бригады на Северо-Западном фронте в районе Старой Руссы. В январе 1942 года был ранен в ногу, после излечения в госпитале вернулся в строй. В 1943 году служил командиром группы по разоружению контактных морских мин на Ладожском озере, под его руководством было уничтожено 16 затраленных мин.
С 22 июня по 13 июля 1944 года старший лейтенант Егоров в должности минёра отряда канонерских лодок принимал участие в Видлицкой операции в ходе советско-финской войны. Осенью 1944 года на канонерской лодке «Бира» принимал участие в проводке более 60 транспортов из Швеции в Финляндию. Затем в должности флагманского минёра ОВРа Либавской ВМБ организовывал и принимал непосредственное участие в тралении подходов к порту Либаве и лично разминировал один транспорт, находящийся в порту. До апреля 1945 служил флагманским минёром 1 отдельного стрелкового батальона Рижской ОВР Балтийского флота.
После окончания войны продолжил службу на кораблях и частях Военно-морского флота. Служил начальником штаба Краснознамённой Ленинградской военно-морской базы. 16 июня 1965 года произведён в контр-адмиралы. В 1973 году назначен начальником Высшего военно-морского инженерного училища имени Ф. Э. Дзержинского, которым командовал до 1979 года. 14 февраля 1978 произведён в вице-адмиралы. 11 января 1980 года уволен в запас
Умер в 1885 году. Похоронен на Серафимовском кладбище г. Ленинграда.

## Награды
За время службы вице-адмирал Егоров был награждён орденами и медалями:  
- орден Красной Звезды (1944, 1954);
- орден Отечественной войны I степени (1945);
- орден Трудового Красного Знамени;
- орден «За службу Родине в Вооруженных Силах СССР» 3 степени (1975);
- медаль «За боевые заслуги» (20.06.1949);
- медаль «За оборону Ленинграда» (1943);
- медаль «За победу над Германией в Великой Отечественной войне 1941—1945 гг.» и другие.